# Claudio Majer

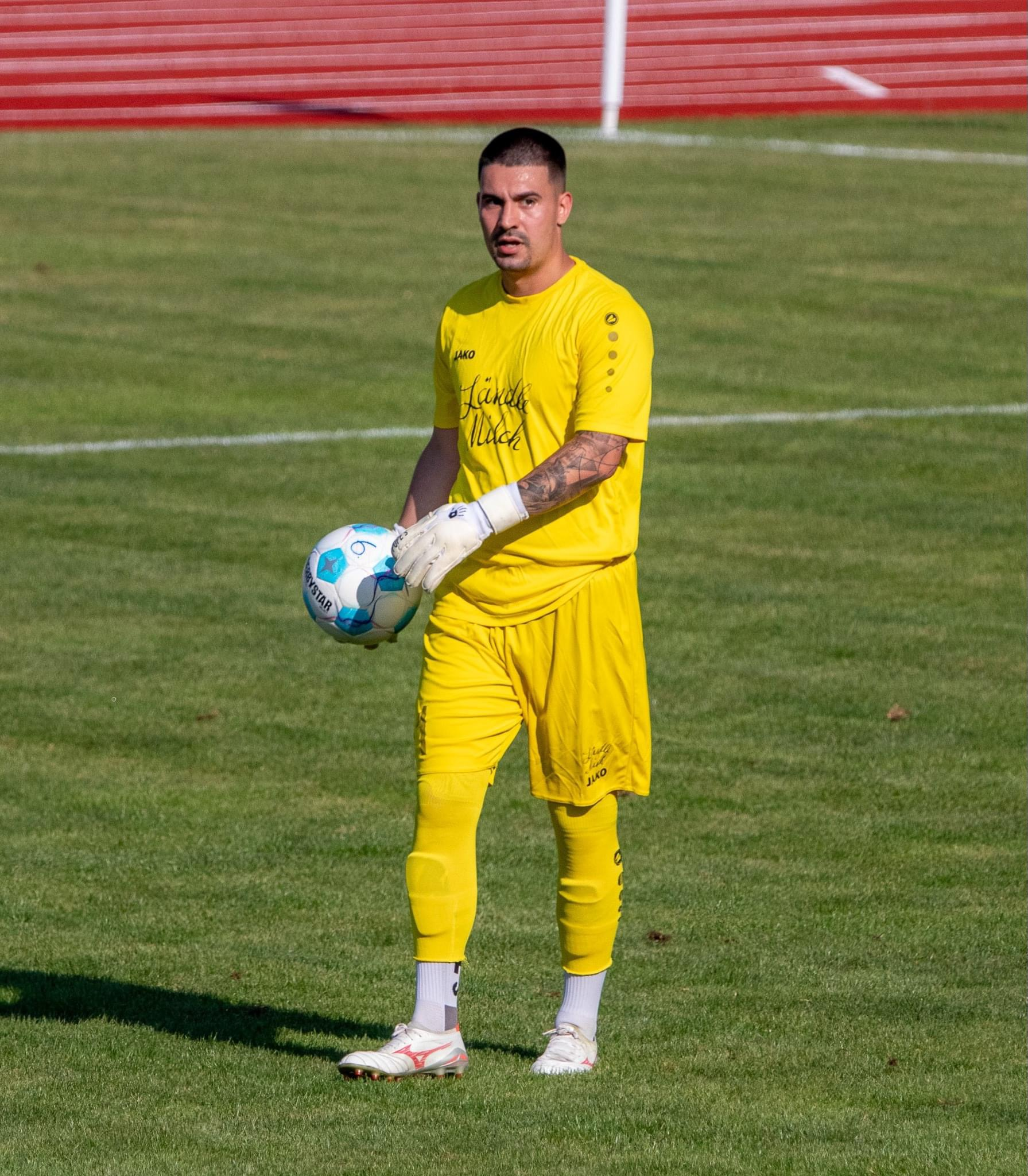
Majer beim FC Blau-Weiß Feldkirch in der Saison 2024/2025

Claudio Majer (* 23. März 1996 in Vaduz) ist ein Liechtensteiner Fussballspieler. Der Torhüter ist Liechtensteiner  Nationalspieler und steht seit Juli 2023 beim FC Blau-Weiß Feldkirch in der vierten Spielklasse Österreichs unter Vertrag.

## Karriere

### Vereine
Majer verbrachte seine Jugendkarriere beim FC Schaan und später in den Jugendauswahlen des Liechtensteiner Fussballverbandes. In der Saison 2011/12 wechselte er in die U-18-Jugendmannschaft des FC Vaduz. In der Saison 2012/13 und 2013/14 wechselte er vereinsintern zum FC Vaduz in die Challenge League, unter Trainer Eric Orie, wobei er nur in der Schweizer U18 Jugendliga zum Einsatz kam. Auf die Saison 2014/15 wechselte er zum FC Balzers in die Schweizer 1. Liga. Am 30. Mai 2017 verlängerte er seinen Vertrag um ein weiteres Jahr. Nach dem Abstieg des FC Balzers in der Saison 2017/18 wechselte Majer im August 2018 zum FC Linth 04 in die Schweizer 1. Liga. Nach nur einem Monat wurde der Vertrag spielerseitig aufgelöst. Majer wechselte mit einem Halbjahres-Vertrag bis 31. Dezember 2018 zum Stadtclub Chur 97, bei dem er in der ersten und zweiten Mannschaft zum Einsatz kam. Auf die Rückrunde der Saison 2018/19 wechselte Majer erneut in die Schweizer 1. Liga zur USV Eschen-Mauren und erreichte die Aufstiegsspiele für die Promotion League, welche gegen den FC Black Stars Basel mit einem Gesamtergebnis von 1:7 zu Gunsten der Basler verloren gingen. Nach Ablauf der Saison verlängerte er seinen Vertrag mit der USV Eschen-Mauren um zwei weitere Jahre bis 2020/21. Nach über vier Spielzeiten bei der USV Eschen-Mauren entschied Majer, sich für die Saison 2023/24 dem Vorarlberger Stadtclub FC Blau-Weiß Feldkirch anzuschliessen. Noch vor Beginn der Saison 2023/2024 riss sich Majer das linke Kreuzband, erlitt zudem einen Meniskusriss und einen Knorpelschaden und fiel zehn Monate aus. Am 18. Mai 2024 feierte er schließlich sein Pflichtspieldebüt in der 22. Runde der österreichischen Vorarlbergliga gegen den KFZ Hagspiel FC Hittisau, das mit einem 2:2-Unentschieden endete. Majer absolvierte alle weiteren Spiele, konnte am Ende der Saison mit dem FC Blau-Weiss Feldkirch den Aufstieg in die nächsthöhere Spielklasse, die Eliteliga Vorarlberg, sowie gleich den Meistertitel feiern und verlängerte seinen Vertrag um ein weiteres Jahr. In der Saison 2024/2025 wurde das Auftaktspiel und erste Ligaspiel von Majer in der Eliteliga Vorarlberg mit 4:0 gegen den FC Wolfurt gewonnen.

### Nationalmannschaft
Bei der Qualifikation zur U21-Fussball-Europameisterschaft 2015/16 debütierte er am 28. März 2015 beim Qualifikationsspiel gegen Albanien. Majer bestritt insgesamt 15 internationale Qualifikationsspiele für die U-21-Fussballnationalmannschaft und ist damit der Torhüter mit den meisten Spielen in dieser Kategorie.
Seit Januar 2017 gehört Majer zum Kader der Liechtensteinischen A-Nationalmannschaft.

## Sonstiges
Sein jüngerer Bruder Armando Majer (* 12. Mai 1999) ist ebenfalls Fussballtorhüter. Er spielte ebenfalls und zur selben Zeit (2019–2023) bei der USV Eschen-Mauren in der Schweizer 1. Liga.
Sein Vater Sven Majer (* 29. Oktober 1967) ist aktuell Fussballtrainer beim FC Schaan. Zuvor war er Nachwuchs-Trainer des FC Ruggell sowie Coach der U-13-Jugendauswahlen des Liechtensteiner Fussballverbandes.